# Александр Гротендік
Александр Гротендік (28 березня 1928, Берлін, Німеччина — 13 листопада 2014, Сен-Лізьє, Ар'єж, Франція) — один із найвпливовіших математиків двадцятого сторіччя, входив до групи математиків, які виступали під псевдонімом Бурбакі. Відомий переважно революційним вкладом в алгебраїчну геометрію, а також значним внеском в теорію чисел, теорію категорій і гомологічну алгебру, та ранніми досягненнями в функціональному аналізі. Він був нагороджений медаллю Філдса в 1966 році і премією Крафорда разом із П'єром Делінем в 1988 році, від якої Гротендік відмовився.
Відомий майстерністю абстрактних підходів до математики і досконалістю в справі формулювання й подання. Зростаюча абстракція й формалізація чистої математики 20-ого сторіччя завдячують частково його впливу. Відносно небагато його робіт було видано після 1960 року в наукових журналах, циркулюючи спочатку в численних конспектах семінарів; він справив значний вплив на французьку математику та школу Зарицького в Гарвардському університеті. Після виходу на пенсію в 1988 році усамітнився.

## Математичні досягнення
Ранні математичні праці Гротендіка (між 1949 і 1953 роками) були в галузі функціонального аналізу, в його дисертації в Нансі, під керівництвом Жана Дьєдонне і Лорана Шварца. Його основні результати стосуються топологічного тензорного добутку топологічних векторних просторів, також він розвинув теорію ядерних просторів як основу для розподілу Шварца, і застосування Lp просторів при вивченні лінійних відображень між топологічними векторними просторами. Через кілька років він перетворився на провідного авторитета в цій галузі функціонального аналізу — до такого ступеня, що Дьєдонне порівнював його вплив у цій галузі з впливом Банаха.
Однак, найважливіший й найвпливовіший внесок Гротендіка — в алгебраїчній геометрії і пов'язаних галузях. Приблизно з 1955 він почав працювати над теорією пучків та гомологічною алгеброю, публікуючи впливову «Sur quelques points d'algebre homologique» в 1957 році, де він запровадив категорії Абеля і застосовував їхню теорію, щоб показати, що когомологія пучка може бути визначена як певні похідні функтори у цьому контексті.
Гомологічні методи й теорія пучків вже були запроваджені в алгебраїчній геометрії Жан-Пьєр Серром, після того, як пучки були визначені Жаном Лере. Гротендік перейшов до вищого рівня абстракції й перетворив їх у ключовий принцип організації своєї теорії. Він у такий спосіб змінив інструменти й рівень абстракції в алгебраїчній геометрії. Він перемістив увагу від дослідження індивідуальних варіантів до відносної точки зору (пари варіантів, зв'язаних морфізмом), дозволяючи широке узагальнення багатьох класичних теорем. Першим важливим застосуванням була відносна версія теореми Жан-Пьєра Серра, яка показала, що когомологія послідовного пучка на многовиді має обмежену розмірність; теорема Гротендіка показує, що вищі прямі образи послідовних пачок під належним відображенням є послідовними; це зводиться до теореми Серра для простору з однією точкою.
1956 року він застосовував ті ж самі ідеї до теореми Рімана — Роха, яка була узагальнена до будь-якої розмірності Фрідріхом Хірцебрухом. Теорема Гротендіка — Рімана — Роха була подана Гротендіком на Mathematische Arbeitstagung в Бонні 1957-го. Вона була надрукована в роботі, написаній Арманом Борелем і Серром. Цей результат був його першим великим досягненням в алгебраїчній геометрії. Гротендік продовжував виконувати програму перебудови засад алгебраїчної геометрії на семінарі Клода Шевалле. Свою програму він презентував загалом в доповіді у 1958 році на Міжнародному Конгресі математиків.
Його основна робота в галузі алгебраїчної геометрії була на вищому рівні абстракції, ніж всі попередні версії. Він пристосував використання незамкнених загальних точок, що призвело до теорії схем. Він також започаткував систематичне використання нільпотентів. Як функції вони можуть набувати лише значення 0, але вони несуть нескінченно малу інформацію, у простому алгебраїчному сенсі. Його теорія схем стала найкращою універсальною основою для цієї галузі, як через її велику виразну потужність, так і через технічну глибину. Це дало можливість використовувати біраціональну геометрію, методи теорії чисел, теорію Галуа і комутативної алгебри, і близькі аналоги методів алгебраїчної топології інтегрованим способом. Його вплив помітний у багатьох інших галузях математики, наприклад сучасній теорії D-модулів. (Це викликало ворожу реакцію у багатьох математиків, що шукають більш конкретні області й задачі).

### EGA і SGA
Більша частина робіт Гротендіка зібрана в монументальних, і все-таки неповних, Elements de geometrie algebrique (EGA) і Seminaire de geometrie algebrique (SGA). Збірка Fondements de la Geometrie Algebrique (FGA), яка складається з доповідей на семінарі Бурбакі також містить важливий матеріал.
Можливо найглибше досягнення Гротендіка — відкриття теорій етальної когомології і l-адичної когомології, які прояснюють гіпотезу Андре Вейля про існування глибокого зв'язку між топологічними особливостями многовида і його діофантовими (теоретико-числовими) властивостями. Наприклад, кількість розв'язків рівняння в скінченній області визначає топологічну природу її розв'язків в області комплексних чисел. Вейль зрозумів, що для того, аби довести такий зв'язок, потрібна нова теорія когомології, але ні він, ні будь-який інший експерт не бачили, як це зробити, поки така теорія не була розроблена Гротендіком.
Ця програма досягала вищої точки в доведеннях гіпотез Вейля, останні з яких були доведені учнем Гротендіка П'єром Делінем на початку 1970-х років після того, як Гротендік значною мірою залишив математику.

### Головні математичні теми (від «Урожаї і посіви»)
Він написав ретроспективну оцінку своєї математичної творчості. Як свої головні математичні досягнення, він вибрав нижченаведений список із 12 тем у хронологічному порядку:
1. Топологічні тензорні добутки і ядерні простори.
2. «Неперевний» та «дискретний» дуалізм (похідні категорії, «шість операцій»).
3. «Йога» Рімана — Роха — Гротендіка (K-теорія, зв'язок з теорією перетинання).
4. Схеми.
5. Топоси.
6. Етальні і l-адичні когомології.
7. Мотиви, мотивна група Галуа і A-категорії Гротендіка.
8. Кристали і кристальні когомології, «йога» коефіцієнтів де Рама, коефіцієнтів Ходжа.
9. «Топологічна алгебра»:∞-стеки, відгалужувачі; когомологічний формалізм топосів як основа для нової гомотопічної алгебри.
10. Ручна топологія.
11. «Йога» анабелевої алгебраїчної геометрії, теорія Галуа—Тейхмюллера.
12. «Теоретико-схематична» або «арифметична» точка зору на правильні многогранники і правильні конфігурації довільного роду.

Він написав, що центральна тема з вище вказаних — тема теорії топосів, у той час як перша і остання мають найменшу вартість для нього.
Тут термін «йога» позначає свого роду «метатеорію», що може використовуватися евристично, як еквівалент «нитки Аріадни» та «філософії».

## Життя

### Родина й молодість
Александр Гротендік народився в Берліні у родині анархістів: батько (Саша Шапіро, також відомий як Танаров) походив із радикальної хасидської родини з України, мати (Джоанна «Ганка» Гротендік) — з німецької протестантської сім'ї. Обоє його батьків порвали зі своїм минулим у підлітковому віці. Під час народження Гротендіка його матір була одружена з німецьким журналістом Йоганом Радацем, і дитину зареєстрували як Александр Радац. Шлюб було розірвано 1929 року, Шапіро/Танаров визнав батьківство, але так і не одружився з Ганкою Гротендік.
Александр жив зі своїми батьками до 1933 року в Берліні. Наприкінці того року Шапіро переїхав до Парижа, наступного року Ганка поїхала за ним. Вони залишили сина на піклуванні Вільгейма Хейдорна, лютеранського пастора і вчителя в Гамбурзі, де Александр пішов у школу. У той час його батьки воювали в іспанській громадянській війні на боці республіканців.

### Під час Другої Світової Війни
1939 року Гротендік прибув до Франції й жив у різних таборах для біженців разом зі своєю матір'ю: спочатку — в таборі Рієкро, згодом, під кінець війни — в селі Шамбо-на-Линьоні, де він ховався у місцевих пансіонах. Його батька інтернували до концентраційного табору Освенцім, де він загинув у 1942 році. Коли Гротендік жив у Шамбо, він відвідував Севенський коледж, унікальну середню школу, засновану 1938 року місцевими протестантськими пацифістами й активістами антивоєнного руху. Багато хто з дітей біженців, які переховувались в Шамбо, відвідували Севен, і саме в цій школі Гротендік очевидно захопився математикою.

### Математичні дослідження
Після війни молодий Гротендік вивчав математику у Франції, спочатку в університеті Монпельє. Він вирішив стати вчителем математики, бо йому сказали, що математичні дослідження закінчились на початку 20-го сторіччя і більше ніяких нових проблем не залишилось. Однак, його талант помітили, і 1948 року йому запропонували поїхати до Парижа.
Спочатку, Гротендік відвідував семінар Анрі Картана у Вищій нормальній школі, але брак необхідних знань для занять на потужному семінарі, змусив його переїхати до університету в Нансі, де він написав свою дисертацію з функціонального аналізу під керівництвом Лорана Шварца (1950—1953). У цей час він був провідним експертом з теорії топологічних векторних просторів. 1957 року він залишив цю галузь, щоб працювати в алгебраїчній геометрії та гомологічній алгебрі.

### Роки IHES
Вступивши до Інституту вищих наукових досліджень (Institut des Hautes Etudes Scientifiques, IHES), Гротендік привернув увагу інтенсивною й дуже продуктивною діяльністю семінарів (фактично створення робочих груп із найздібніших французів та інших математиків молодшого покоління). Гротендік фактично припинив публікацію робіт у звичних наукових журналах. Однак, він організував сильну школу й відігравав домінуючу роль у математиці протягом приблизно десятиліття.

### «Золота доба»
Робота Александра Гротендіка під час періоду «Золотої доби» в IHES була відзначена успіхами в алгебраїчній геометрії, теорії чисел, топології, теорії категорій і аналізі комплексних чисел. Ще до IHES він здійснив прорив в алгебраїчній геометрії алгебраїчним доведенням теореми Гротендіка — Хірцебруха — Рімана — Роха, яка була широким узагальненням теореми Хірцебруха — Рімана — Роха; у цьому контексті він також запровадив K-теорію. Потім, здійснюючи програму, яку він подав в 1958 на Міжнародному конгресі математиків, він запровадив теорію схем, докладно описану в Elements de geometrie algebrique (EGA), і новий більш гнучкий і загальний апарат для алгебраїчної геометрії. Продовженням стало запровадження етальної когомології теорії схем, яка забезпечувала ключові інструменти для доведення гіпотези Вейля, так само як кристальної когомології і алгебраїчної когомології де Рама. Близько пов'язаний із цими теоріями когомології, він став автором теорії топосів як узагальнення топології (що має відношення до логіки категорій). Він також забезпечив алгебраїчне визначення фундаментальних груп схем і ширше — головних структур категорій теорії Галуа. Як структуру для його послідовної теорії дуальності, він також ввів похідні категорії, які були далі розвинені Верд'єром.
Результати роботи над цими й іншими темами були видані в EGA і в менш відточеній формі в примітках Seminaire de geometrie algebrique (SGA), які він виконав в IHES.

### Політика й відступ від наукового співтовариства
Політичні погляди Гротендіка були радикальними й пацифістськими. У такий спосіб він наполегливо виступав і проти агресії Сполучених Штатів у В'єтнамі, і проти радянського військового експансіонізму. Протестуючи проти в'єтнамської війни, він давав лекції з теорії категорій у джунглях Ханою, під час бомбардування міста. Гротендік припинив наукову діяльність приблизно в 1970, довідавшись про часткове військове фінансування IHES. Він повернувся до наукової роботи через кілька років як професор в Університеті Монпельє, де він залишився до своєї відставки в 1988 році. Його критика наукового співтовариства, і особливо — кіл математиків, викладені в листі 1988 року, у якому він повідомив причини своєї відмови від премії Крафорда через етичні підстави. (Математика, де ніщо ніколи не настільки ж просте, як це здається).
У той час як проблема військового фінансування була можливо найочевиднішим поясненням виходу Гротендіка з IHES, ті, хто знав його, казали, що причини розриву були глибшими. П'єр Картьє написав роботу про Гротендіка для спеціального номера, виданого з нагоди сорокової річниці IHES. В 1990 році була видана тритомна «Ювілейна збірка Гротендіка» науково-дослідних робіт на відзначення його шістдесятиріччя, яке припало на 1988 рік.
У ньому Картьє відзначав, що Гротендік, як син антивоєнного анархіста, який зростав серед людей позбавлених цивільних прав, завжди відчував глибокий жаль до бідних і принижених. Для Гротендіка Бюр-сюр-Іветт був «золотою кліткою». У той час як Гротендік був в IHES, опозиція в'єтнамській війні зростала і це також зміцнило відразу Гротендіка до того, щоби бути гвинтиком наукового світу. Крім того, після декількох років в IHES Гротендік, здавалося, шукав нові інтелектуальні інтереси. До кінця 1960-х він почав цікавитися науковими галузями поза математикою. Девід Рулле, фізик, що приєднався до IHES в 1964, сказав, що Гротендік говорив з ним кілька разів про фізику. (В 1970-х Рулле і голландський математик Флоріс Такенс зробили нову модель турбулентності, і саме Рулле винайшов поняття дивного аттрактора в динамічній системі). Біологія зацікавила Гротендіка набагато більше ніж фізика, і він організував деякі семінари на біологічні теми.
Після від'їзду з IHES Гротендік спробував, але не спромігся отримати місце в Колеж де Франс.
Після цього він перейшов в Університет Монпельє, де він став усе більше віддалятися від математичного товариства. У той час Гротендік заснував групу Survivre, що займалась антивоєнними й екологічними проблемами. Його математична кар'єра, значною мірою, закінчилася, коли він залишив IHES. В 1984 він написав пропозицію на отримання місця в Centre National de la Recherche Scientifique. Пропозиція, названа Esquisse d'un programm («Ескіз програми»), описує нові ідеї для вивчення простору модулів комплексних кривих. Хоча Гротендік сам ніколи не публікував робіт у цій галузі, пропозиція стала натхненням для роботи інших математиків й джерелом теорії dessin d'enfant (дослівно «дитяче малювання», візуалізація поверхонь Рімана).

### Рукописи 1980-х
Хоча він не публікував математичні дослідження звичним чином 1980-х років, він написав кілька впливових рукописів з обмеженим доступом, як математичного, так і біографічного змісту. Під час цього періоду він написав свою роботу про теореми типу Бертіні що опублікована в EGA 5, виданій в 2004 році.
Довгий шлях через теорію Галуа це приблизно 1600 сторінок рукописного тексту. Рукопис Гротендіка 1980—1981-х років, містить багато ідей, що ведуть до Esquisse d'un programme (довгострокової програми Гротендіка) і, зокрема, вивчення теорії Тейхмюллера.
У 1983 році він написав величезний рукопис (близько 600 сторінок) під назвою Переслідуючи стеки, під впливом листування з Рональдом Брауном і Тімом Портером з університету Бангор в Уельсі, який починається з листа до Даніеля Квіллена. Цей лист і наступні частини були розповсюджені з міста Бангор неофіційно, як свого роду щоденник, де Гротендік пояснив і розвинув свої ідеї про взаємозв'язок між теорією алгебраїчних гомотопій та алгебраїчною геометрією та перспективами некомутативної теорії стеків. Рукопис, який був відредагований для друку Г. Малтсініотісом, пізніше призвів до іншої його монументальної роботи, Les Derivateurs (Відгалужувачі). Написаний у 1991 році, це останній опус близько 2000 сторінок містить подальший розвиток гомотопічних ідей, започаткованих у Переслідуючи стеки. Велика частина цієї роботи передбачила подальший розвиток теорії мотивів гомотопій Ф. Морелем і В. Воєводським в середині 1990-х.
Його Esquisse d'un programm (1984) є пропозицією на посаду в Національному центрі наукових досліджень, яку він обіймав з 1984 до своєї відставки в 1988 році. Ідеї її виявилися впливовими і були розроблені іншими, зокрема dessin d'enfant та новоутворена галузь — анабелева геометрія.
1000 сторінок автобіографічного рукопису Recoltes et semailles (1986) тепер доступна в Інтернеті французькою мовою і в перекладі англійською. Окремі частини перекладено російською мовою

### Пенсійне усамітнення і смерть
З 1991 року Гротендік майже не підтримував контактів з математичним товариством. Вважається, що він усамітнено жив на півдні Франції або в Андоррі. У січні 2010 року Гротендік написав листа Люку Іллюсі. У цьому листі під назвою «Declaration d'intention de non-publication», він стверджував, що практично всі матеріали за час його відсутності, опубліковано без його дозволу. Гротендік висловив прохання, щоб жодна з його робіт не була відтворена повністю або частково, і щоб бібліотеки, які містять такі копії його робіт, видалили їх.
Гротендік помер 14 листопада 2014 року у віці 86 років у Сен-Лізьє, Франція.

## Особливості математичної творчості
Гротендік вважав, що кожний крок у доказі теорем має бути повністю зрозумілим. На відміну від багатьох математиків, що вважали кожну теорему з простим доказом тривіальною й неважливою, він так не вважав. Усяка теорема в нього розпадається на низку дуже простих лем. З одного боку, це полегшує читання його праць, з іншого боку, запам'ятовування численних нових понять іноді стає тяжким (попри те, що Гротендік довів багато фундаментальних тверджень, наприклад, узагальнену теорему Рімана-Роха, його внесок у математику в основному полягає у запровадженні загальних фундаментальних понять — у цьому він, мабуть, найяскравіший «бурбакіст»). Через це його, як класичного «творця теорій», недолюблювали багато математиків «задачної школи», які вважали, що мета математики — розв'язок задач, за можливості — з мінімумом нових понять. Через погляди Гротендіка на те, що доведення має полягати в розбивці на низку очевидних кроків він, наприклад, не визнавав доведення знаменитої «задачі чотирьох фарб», яка була розв'язана за допомогою обчислень на комп'ютері, причому його бентежила не так можливість помилки в програмі або збою комп'ютера, скільки сама неможливість осягнути цей доказ людиною.